# Epilepsie bei Haustieren
Epilepsie bei Haustieren ist eine der Epilepsie des Menschen ähnliche neurologische Erkrankung. Am häufigsten betroffen sind hiervon Hunde, etwas seltener erkranken Katzen, sehr selten Kaninchen. Bei Pferden ist eine Häufung bei Arabern beschrieben. Aufgrund der anderen Nervenschaltungen im Tierhirn wird allerdings häufig vom „epileptiformen Anfall“ gesprochen. Wie beim Menschen unterscheidet man idiopathische (etwa 80 Prozent) und symptomatische Epilepsien sowie fokale und generalisierte Anfälle.

## Fokale Epilepsie
Bei der fokalen Epilepsie wird zwischen einfachen und komplexen fokalen Anfällen und Anfällen mit sekundärer Generalisation unterschieden. Die einfachen fokalen Anfälle stellen sich häufig lediglich als unkontrollierte Bewegung einzelner Gliedmaßen oder Muskelgruppen, Kieferschlagen oder Kopfschütteln dar. Im Fall einer rein sensorischen oder vegetativen fokalen Epilepsie sind meist gar keine Anfälle zu bemerken. Komplexe Anfälle stellen sich infolge der hiermit einhergehenden Bewusstseinsstörung als Verhaltensauffälligkeiten dar: Neben unmotiviertem Bellen, Kauen, Lecken, Aggressivität und Zuckungen bestimmter Körperteile (zum Beispiel Ohren, Gesicht) wird häufig das Symptom des „Fliegenschnappens“ oder Drangwandern (zwanghaftes Im-Kreis-Laufen) beobachtet. Eine Abgrenzung zu besonderen individuellen Verhaltensmustern von gesunden Hunden ist häufig schwierig.

## Generalisierte Epilepsie
Generalisierte Anfälle werden in verschiedene Gruppen unterteilt: Absencen (extrem selten), Myoklonien, tonische Anfälle, klonische Anfälle, tonisch-klonische Anfälle (siehe oben). Der häufigste Anfallstyp ist der tonisch-klonische Grand-mal-Anfall. Er wird beim Hund in verschiedene Phasen unterteilt:
- Prodromalstadium: Gekennzeichnet durch feine Wesensveränderungen, Starren ins Leere, Schnüffeln. Dieses Stadium kann mehrere Stunden bis Tage dauern, fehlt oft oder wird vor einem Anfall übersehen.
- Aura: Sie ist oft schwierig von den anderen Phasen abgrenzbar und zeichnet sich durch ausgeprägtes Angstverhalten wie Ruhelosigkeit, Schreckhaftigkeit, Anhänglichkeit oder Bellen aus. Ihre Dauer beträgt wenige Sekunden bis einige Minuten.
- Iktus: Der eigentliche Anfall. Er beginnt häufig mit örtlichen Zuckungen, welche später in generalisierte Krämpfe mit tonisch-klonischen Zuckungen, Kieferschlagen, Speicheln, unkontrolliertem Harn- und Kotabsatz und Bewusstlosigkeit übergeht. Meist dauert diese Phase einige Sekunden bis Minuten. Ein Iktus von einer längeren Dauer als 30 Minuten oder zwei oder mehr hintereinander folgende Krampfanfälle ohne zwischenzeitliches Wiedererlangen des Bewusstseins werden als Status epilepticus bezeichnet.
- Postiktus: Über einige Minuten bis hin zu Tagen währt dieses Stadium, in welchem das Tier Erschöpfungssymptome zeigt. Gelegentliche Desorientierung, Heißhunger und unmotivierte Aggressivität sind ebenfalls möglich.

## Rassedisposition
Bei der idiopathischen Epilepsie der Hunde ist eine Rasse- oder familiäre Disposition teilweise nachgewiesen worden.

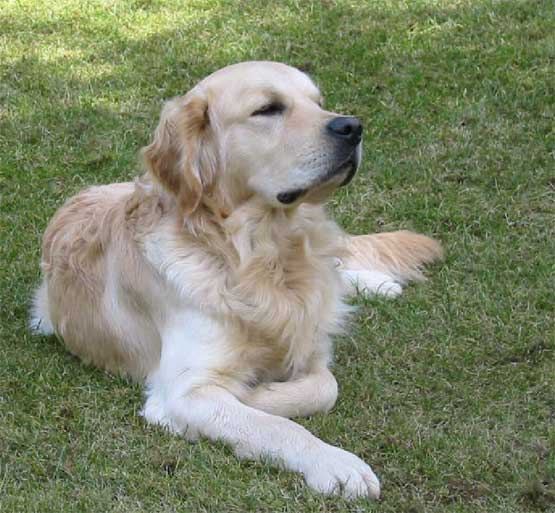
Golden Retriever haben die ausgeprägteste Rassedisposition

Bei folgenden Rassen ist das Auftreten einer Epilepsie häufiger: Golden Retriever, Cocker-Spaniel, Pudel, Bernhardiner, Irish Setter, Zwergschnauzer, Rauhhaar-Foxterrier, Dackel, Border Collie und Grosser Schweizer Sennenhund.
Anfälle vom Lafora-Typ beim Beagle und beim Basset Hound werden durch eine Ansammlung von Glykoproteinen im Zentralnervensystem verursacht. Bei Keeshonden und Irish Wolfhounds ist ein autosomal-rezessiver Erbgang beschrieben. Bei anderen Rassen wie Deutscher und Belgischer Schäferhund, Golden Retriever, Labrador Retriever, Berner Sennenhund, Boxer und Vizsla ist ein komplexer Erbgang nachgewiesen.

## Differentialdiagnose
Differentialdiagnostisch müssen verschiedene Krankheiten ausgeschlossen werden. Bei Hunden handelt es sich hierbei vor allem um kardial bedingte Synkopen, Lebererkrankungen (hepatoenzephales Syndrom) und Infektionskrankheiten (Hund: Staupe, Katze: Feline infektiöse Peritonitis (FIP)). Die Liste der weiteren Differentialdiagnosen kann nach dem Akronym VETAMIN D abgearbeitet werden.

## Therapie
Infolge begrenzter finanzieller oder diagnostischer Möglichkeiten wird oft nach Abklärung der wichtigsten Differentialdiagnosen eine „diagnostische Therapie“ durchgeführt.
In der Tiermedizin wird nach wie vor häufig Phenobarbital eingesetzt, da die neueren humanmedizinischen Antiepileptika beim Hund kurze Plasmahalbwertszeiten aufweisen und damit häufig eingenommen werden müssten oder keine Untersuchungen zu diesen Wirkstoffen vorliegen. Eine neue Alternative ist Imepitoin, das speziell für den Hund entwickelt wurde und ein besseres Nebenwirkungsprofil hat. Kaliumbromid wird bei Hunden meist als Zusatz zur Therapie mit Phenobarbital eingesetzt, wenn eine Erhöhung der Phenobarbitaldosis aufgrund der geringen therapeutischen Breite nicht mehr in Frage kommt. Bei Therapieversagen ist die Verabreichung von Gabapentin, Felbamat, Levetiracetam oder Zonisamid überlegenswert. Bei Katzen ist Phenobarbital Medikament der ersten Wahl, Diazepam und Kaliumbromid sind nicht zur Langzeittherapie geeignet. Die Therapie mit den Antiepileptika muss in den meisten Fällen lebenslang erfolgen und hat bei korrekter Einstellung eine relativ gute Prognose.
Im Falle des Vorliegens eines Status epilepticus ist Diazepam Mittel der ersten Wahl. Zu beachten ist hierbei, dass es sich beim Status epilepticus um einen lebensbedrohlichen Notfall handelt, der sofortiger Behandlung bedarf. Der Tierbesitzer kann zu Hause mit rektaler Anwendung von diazepamhaltigen Zäpfchen oder Klistiers oder vorsichtiger oraler Verabreichung von Diazepamtropfen „Erste Hilfe“ leisten, um anschließend den Tierarzt schnellstmöglich aufzusuchen.